# Puccinia granulispora
Puccinia granulispora är en svampart som beskrevs av Ellis & Galloway 1895. Puccinia granulispora ingår i släktet Puccinia och familjen Pucciniaceae.   Inga underarter finns listade i Catalogue of Life.